# Лофу
Ло̀фу (на гръцки: Λόφου) е село в Кипър, окръг Лимасол. Според статистическата служба на Република Кипър през 2001 г. селото има 10 жители.
Намира се на 5 km северозападно от Агиос Терапон.